# Powiat lwowski (II Rzeczpospolita)
Powiat lwowski – powiat województwa lwowskiego II Rzeczypospolitej. Jego siedzibą było miasto Lwów. 1 sierpnia 1934 r. dokonano nowego podziału powiatu na gminy wiejskie.
1 lutego 1922 do powiatu lwowskiego włączono gminę i obszar dworski Rokitno z powiatu gródeckiego.

## Starostowie
Starostowie powiatowi
- Zygmunt Żeleski ad personam (-1926)[3]
- Mieczysław Zieliński (1926–1927)[4]
- Czesław Eckhardt (1927-1937)[5]
- Leon Zamecznik (1937-)

Starostowie grodzcy
- Leon Gallas
- Józef Reinlender (-7 XI 1928)[6]
- Aleksander Klotz (1930)[7]
- Romuald Klimów (IV 1932-)[8][9]
- Kazimierz Protassewicz (-1936)[10]
- Stanisław Porembalski (1936–1938)[11]
- Romuald Klimów (1938–1939)[12][13].

Zastępcy starosty powiatowego
- Wacław Schnitzel (1928–1930)[14][15]
- Jerzy Nowakowski (1930-)
- dr Lucjan Dembowski (-XI.1937)[16]

Zastępcy starosty grodzkiego
- Jerzy Nowakowski (1929-)[17]
- Wacław Schnitzel (1930-)
- dr Lucjan Dembowski (XI.1937–1939)[18]

## Gminy wiejskie w 1934
W nawiasie procent mieszkających Polaków.
- gmina Biłka Szlachecka (66,5%)
- gmina Brzuchowice (60,7%)
- gmina Czerkasy (4%)
- gmina Czyszki (47,1%)
- gmina Dawidów (82,4%)
- gmina Jaryczów Stary (22,7%)
- gmina Krasów (39,8%)
- gmina Krzywczyce (57,8%)
- gmina Malechów (od 1937 gmina Dublany)[20] (46,2%)
- gmina Nawaria (pocz. gmina Nawarja) (67%)
- gmina Ostrów (36,4%)
- gmina Prusy (88%)
- gmina Sokolniki (69,9%)
- gmina Zimna Woda (72%)

## Miasta
- Jaryczów Nowy[21]
- Szczerzec[21]
- Winniki

## Miejscowości
Decyzją Ministra Spraw Wewnętrznych zostały zmienione nazwy miejscowości z niemieckich na polskie od 11 marca 1939:
- Lubianka (wcześniej Lindenfeld)
- Dobrzanka (wcześniej Dornfeld)
- Podzamcze (wcześniej Rosenberg)
- Wola Konopnicka (wcześniej Kaltwasser)

## Demografia
| Populacja     | 98 091 | ?     | 142 881 |
| Polacy %      | 42,93% | 55,7% | 56,5%   |
| Polacy w tys. | 42 116 | ?     | 80 712  |

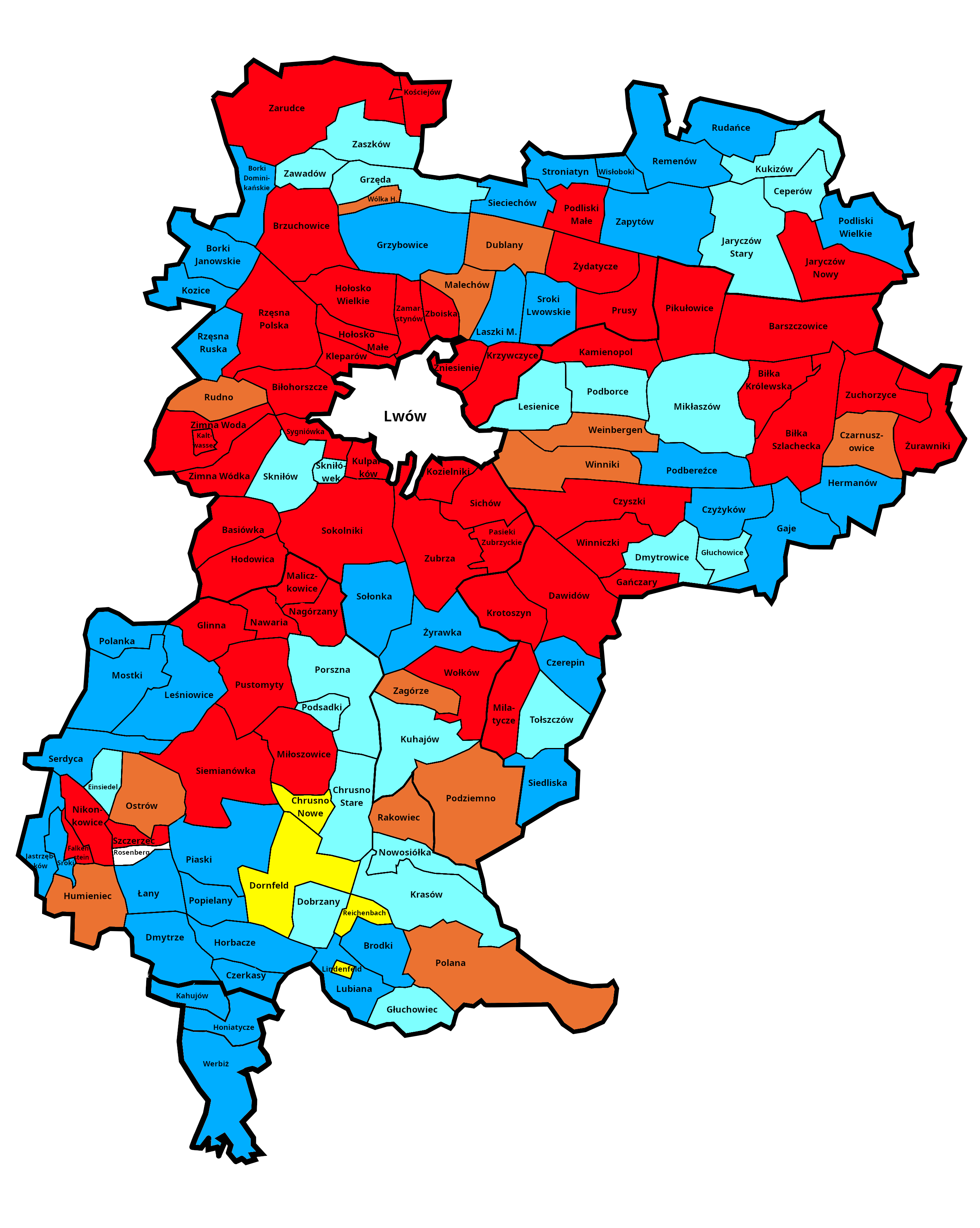
Mapa narodowościowa według spisu z 1921 roku

Tylko podczas jednej z masowych akcji wysiedleńczych (przypadającej na lata 1944−1946) ludności polskiej ze wschodnich powojennych terenów Ukraińskiej SRR (przed wojną należących do Państwa Polskiego) z terenu powiatu lwowskiego wygnano około 200 tysięcy Polaków, w tym prawie 105 tysięcy z samego miasta Lwowa.